# 千風カレン
千風 カレン（ちかぜ かれん、9月15日 - ）は、元宝塚歌劇団雪組の娘役。元雪組副組長。
東京都江東区、日本女子大学附属高等学校出身。身長161cm。愛称は「のん」、「カレン」。

## 来歴
2002年、宝塚音楽学校入学。
2004年、宝塚歌劇団に90期生として入団。入団時の成績は30番。雪組公演「スサノオ／タカラヅカ・グローリー!」で初舞台。その後、雪組に配属。
歌唱力に定評のある娘役として注目を集め、2015年のショー「La Esmeralda」（全国ツアー公演）で、初のエトワールに抜擢。
2019年2月11日付で雪組副組長に就任。
その後も高い演技力で幅広い役柄を演じてきたが、2022年12月25日、「蒼穹の昴」東京公演千秋楽をもって、宝塚歌劇団を退団。

## 宝塚歌劇団時代の主な舞台

### 初舞台
- 2004年4 - 7月、雪組『スサノオ』『タカラヅカ・グローリー!』

### 雪組時代
- 2004年11 - 2005年2月、『青い鳥を捜して』『タカラヅカ・ドリーム・キングダム』
- 2005年6 - 10月、『霧のミラノ』『ワンダーランド』
- 2006年2 - 5月、『ベルサイユのばら-オスカル編-』
- 2006年7月、『ベルサイユのばら-オスカル編-』（全国ツアー） - カメリア
- 2006年9 - 12月、『堕天使の涙』『タランテラ!』
- 2007年2 - 3月、『ノン ノン シュガー!!』（バウホール） - ナッキー
- 2007年5 - 8月、『エリザベート』 - 新人公演：女官
- 2007年9 - 10月、『星影の人』 - おゆき『Joyful!!II』（全国ツアー）
- 2008年1 - 3月、『君を愛してる-Je t'aime-』 - ペッシュ、新人公演：ラヴァンド（本役：舞咲りん）『ミロワール』
- 2008年5 - 6月、『凍てついた明日』（バウホール） - ブランチ・コールドウェル[注釈 1]
- 2008年8 - 11月、『ソロモンの指輪』『マリポーサの花』 - 新人公演：マリア（本役：早花まこ）
- 2008年12 - 2009年1月、『カラマーゾフの兄弟』（ドラマシティ・赤坂ACTシアター） - ユリア
- 2009年3 - 5月、『風の錦絵』『ZORRO 仮面のメサイア』 - 新人公演：アルセニオ（本役：麻樹ゆめみ）
- 2009年7 - 10月、『ロシアン・ブルー』 - マトローナ・ムラビヨフ、新人公演：ジナイーダ・ライフ（本役：麻樹ゆめみ）『RIO DE BRAVO!!（リオ デ ブラボー）』
- 2009年11 - 12月、『雪景色』（バウホール・日本青年館） - お染
- 2010年2 - 4月、『ソルフェリーノの夜明け』 - 新人公演：シスター・ネネット（本役：舞咲りん）『Carnevale（カルネヴァーレ）睡夢（すいむ）』
- 2010年6 - 9月、『ロジェ』 - 新人公演：ロサナ（本役：麻樹ゆめみ）『ロック・オン!』
- 2010年10 - 11月、『はじめて愛した』（ドラマシティ・日本青年館）
- 2011年1 - 3月、『ロミオとジュリエット』 - 新人公演：キャピュレット夫人（本役：晴華みどり）[2]
- 2011年4 - 5月、『ニジンスキー-奇跡の舞神-』（バウホール・日本青年館） - ヴェラ
- 2011年7月、『灼熱の彼方〜「オデュセウス編」と「コモドゥス編」〜』（バウホール） - ユリア
- 2011年9 - 11月、『仮面の男』 - モンテスパン公爵夫人『ROYAL STRAIGHT FLUSH!!』
- 2012年1月、『インフィニティ-限りなき世界-』（バウホール）
- 2012年3 - 5月、『ドン・カルロス』 - ラ・セルダ公女／幻覚『Shining Rhythm!』
- 2012年7 - 8月、『双曲線上のカルテ』（バウホール・日本青年館） - ボーナ・サルディ
- 2012年10 - 12月、『JIN-仁-』 - 篠『GOLD SPARK!-この一瞬を永遠に-』
- 2013年2月、『若き日の唄は忘れじ』 - 三緒『Shining Rhythm!』（中日劇場）
- 2013年4 - 7月、『ベルサイユのばら-フェルゼン編-』 - 市民／農民
- 2013年8 - 9月、『春雷』（バウホール） - エルザ
- 2013年11 - 2014年2月、『Shall we ダンス?』 - ダンス教室の生徒『CONGRATULATIONS 宝塚!!』
- 2014年3月、『ベルサイユのばら-オスカルとアンドレ編-』（全国ツアー） - ジョアンナ
- 2014年6 - 8月、『一夢庵風流記 前田慶次』 - 北政所ねね『My Dream TAKARAZUKA』
- 2014年10月、『伯爵令嬢』（日生劇場） - イベット
- 2015年1 - 3月、『ルパン三世 -王妃の首飾りを追え!-』 - 貴族女『ファンシー・ガイ!』
- 2015年5 - 6月、『アル・カポネ-スカーフェイスに秘められた真実-』（ドラマシティ・赤坂ACTシアター） - ミセス・ライアン
- 2015年7 - 10月、『星逢一夜（ほしあいひとよ）』 - 吉乃／あざみ『La Esmeralda（ラ エスメラルダ）』
- 2015年11 - 12月、『哀しみのコルドバ』 - パウラ／ジプシーの女『La Esmeralda（ラ エスメラルダ）』（全国ツアー） 初エトワール[2]
- 2016年2 - 5月、『るろうに剣心』 - 関原弥栄
- 2016年6 - 8月、『ローマの休日』（中日劇場・赤坂ACTシアター・梅田芸術劇場） - ルイザ／野菜売り／バーテン
- 2016年10 - 12月、『私立探偵ケイレブ・ハント』『Greatest HITS!』
- 2017年2月、『星逢一夜（ほしあいひとよ）』 - 吉乃／あざみ『Greatest HITS!』（中日劇場）
- 2017年4 - 7月、『幕末太陽傳（ばくまつたいようでん）』 - 女郎おかし『Dramatic “S”!』
- 2017年8 - 9月、『琥珀色の雨にぬれて』 - イヴォンヌ・ドゥ・レトランジュ伯爵夫人『“D”ramatic S!』（全国ツアー）
- 2017年11 - 2018年2月、『ひかりふる路（みち）〜革命家、マクシミリアン・ロベスピエール〜』 - ポーリーヌ／酔客『SUPER VOYAGER!』
- 2018年3 - 4月、『誠の群像』 - 八重『SUPER VOYAGER!』（全国ツアー）
- 2018年6 - 9月、『凱旋門』 - 市民女（娼婦）『Gato Bonito!!』
- 2018年11 - 2019年2月、『ファントム』 - ヴァレリウス
- 2019年3 - 4月、『20世紀号に乗って』（東急シアターオーブ） - アグネス
- 2019年5 - 9月、『壬生義士伝』 - 松本登喜『Music Revolution!』[2]
- 2019年10月、『ハリウッド・ゴシップ』（KAAT神奈川芸術劇場・ドラマシティ） - セルマ・ブラウン
- 2020年1 - 3月、『ONCE UPON A TIME IN AMERICA（ワンス アポン ア タイム イン アメリカ）』 - 司会者／アン
- 2020年8 - 9月、『炎のボレロ』 - オノリーヌ伯爵夫人『Music Revolution!-New Spirit-』（梅田芸術劇場）
- 2020年10月、凪七瑠海コンサート『パッション・ダムール-愛の夢-』（バウホール）
- 2021年1 - 4月、『fff-フォルティッシッシモ-』 - オーストリア皇后『シルクロード〜盗賊と宝石〜』
- 2021年5 - 6月、『ほんものの魔法使』（バウホール・KAAT神奈川芸術劇場） - ジョゼフィン
- 2021年8 - 11月、『CITY HUNTER』 - 宇都宮乙（小林知花是）『Fire Fever!』[2]
- 2022年3 - 6月、『夢介千両みやげ』 - 伊勢屋登勢『Sensational!』
- 2022年7 - 8月、『心中・恋の大和路』（ドラマシティ・日本青年館） - 妙閑[2]
- 2022年10 - 12月、『蒼穹の昴』 - 徳齢 退団公演、エトワール[2]